# Anita Kratz
Anita Kratz, född 1951, är en svensk journalist, författare och moderator. Kratz är utbildad civilekonom vid Lunds universitet. På 1980-talet var hon ekonomireporter i Svenska Dagbladet innan hon 1990 blev politisk reporter och kommentator på tidningen. Vid årsskiftet 1998/1999 gick hon till Aktuellt i Sveriges Television. Sedan cirka 2002 har hon varit verksam som frilansjournalist. Från år 2005 har hon varit politisk skribent på tidningen Vi. Hon har även varit politisk reporter i SVT Agenda och skrivit för Fokus. Dessutom har hon regelbundet medverkat som redaktör och programledare i programmen SVT Forum i Sveriges Television och En bok, en författare i UR.
Kratz har skrivit flera böcker om politik, varav biografierna över Ingvar Carlsson och Fredrik Reinfeldt har uppmärksammats i riksmedier.  Biografin om Reinfeldt har även blivit en pjäs med samma titel, som hade premiär på Orionteatern hösten 2008 med regi av Lars Rudolfsson och Johan Rabaeus i rollen som Reinfeldt. Anita Kratz har även varit projektledare för Anna Lindhs minnesfond.